# Tre Valli Varesine 1988
La Tre Valli Varesine 1988, sessantottesima edizione della corsa, si svolse il 14 agosto 1988 su un percorso di 266 km. La vittoria fu appannaggio dell'italiano Giuseppe Saronni, che completò il percorso in 7h02'16", precedendo i connazionali Guido Bontempi e Pierino Gavazzi.

## Ordine d'arrivo (Top 10)
| Pos. | Corridore          | Squadra             | Tempo    |
| ---- | ------------------ | ------------------- | -------- |
| 1    | Giuseppe Saronni   | Del Tongo-Colnago   | 7h02'16" |
| 2    | Guido Bontempi     | Carrera-Vagabond    | s.t.     |
| 3    | Pierino Gavazzi    | Fanini-Seven Up     | s.t.     |
| 4    | Stefano Colagè     | Alba Cucine-Benotto | s.t.     |
| 5    | Francesco Cesarini | Ariostea-Gres       | s.t.     |
| 6    | Fabrizio Vannucci  | Selca-Ciclolinea    | s.t.     |
| 7    | Renato Piccolo     | Gewiss-Bianchi      | s.t.     |
| 8    | Michele Moro       | Selca-Ciclolinea    | s.t.     |
| 9    | Silvano Contini    | Malvor-Bottecchia   | s.t.     |
| 10   | Marino Amadori     | Alfa Lum-Legnano    | s.t.     |